# ألان كيلي
ألان كيلي (بالإنجليزية: Alan Kelly Sr.)‏ من مواليد (5 يوليو 1936 - 20 مايو 2009). هو لاعب كرة قدم أيرلندي سابق كان يلعب كحارس مرمى وشارك في 494 مباراة.

## المسيرة الاحترافية
- بريستون نورث ايند
- منتخب جمهورية أيرلندا لكرة القدم